# Пито, Эрик
Эрик Пито (фр. Eric Pitau, 14 марта 1952) — французский хоккеист (хоккей на траве), нападающий.

## Биография
Эрик Пито родился 14 марта 1952 года.
Играл в хоккей на траве за «Дуэ».
14 июня 1970 года дебютировал в сборной Франции. В том же году участвовал в дебютном чемпионате Европы в Брюсселе, где французы заняли 4-е место.
В 1972 году вошёл в состав сборной Франции по хоккею на траве на Олимпийских играх в Мюнхене, занявшей 12-е место. Играл на позиции нападающего, провёл 8 матчей, забил 1 мяч в ворота сборной Испании.

## Семья
Сын Эрика Пито Ромен Пито (род. 1977) — профессиональный футболист, чемпион Франции 1998 года в составе «Ланса».